# Spathoglottis
Spathoglottis es un género que tiene asignada 47 especies de orquídeas de hábitos terrestres. Es un género cosmopolita que se encuentra distribuido por todo el mundo.

## Descripción
Es una planta con pseudobulbo ovoide que llevan unas pocas hojas estrechas. Tienen un tallo erecto donde se encuentra la inflorescencia que se eleva desde las hojas axilares. Da sucesivamente flores que se abren durante varios meses ,cada pseudobulbo puede generar dos varas florales pero en la mayoría los pseudobulbo genera una sola vara floral. Se pueden cultivar fuera de su hábitat con la misma cultura que con el género Phaius.

## Distribución y hábitat
Se encuentran distribuidos por todo el mundo, pero su origen es desde el sur de China a las Filipinas, oeste de Malasia y Nueva Guinea donde existe la mayor concentración de especies de este género.

## Taxonomía
El género fue descrito por Carl Ludwig Blume y publicado en Bijdragen tot de flora van Nederlandsch Indië 8: 400. 1825.
Etimología
El nombre del género significa literalmente Flor lengua

## Especies deSpathoglottis
- Spathoglottis affinis  de Vriese (1855)
- Spathoglottis albida  Kraenzl. (1898)
- Spathoglottis alpina  R.S.Rogers (1930)
- Spathoglottis altigena  Schltr. (1912)
- Spathoglottis aurea  Lindl. (1850)
- Spathoglottis bulbosa  Schltr. (1912)
- Spathoglottis carolinensis  Schltr. (1914)
- Spathoglottis chrysantha  Ames (1908)
- Spathoglottis chrysodorus  T.Green (2002)
- Spathoglottis confusa  J.J.Sm. (1932)
- Spathoglottis doctersii  J.J.Sm. (1935)
- Spathoglottis eburnea  Gagnep. (1931)
- Spathoglottis elmeri  Ames (1912)
- Spathoglottis elobulata  J.J.Sm. (1929)
- Spathoglottis erectiflora  Schltr. (1921)
- Spathoglottis gracilis  Rolfe ex Hook.f. (1894)
- Spathoglottis grandifolia  Schltr. (1912)
- Spathoglottis hardingiana  C.S.P.Parish & Rchb.f. (1878)
- Spathoglottis ixioides  (D.Don) Lindl. ex Wall. (1831)
- Spathoglottis kenejiae  Schltr. (1912)
- Spathoglottis kimballiana  Hook.f. (1895)
- Spathoglottis lane-poolei  R.S.Rogers (1925)
- Spathoglottis latifolia  (Gaudich.) Garay & Ormerod (2001)
- Spathoglottis micronesiaca  Schltr. (1914)
- Spathoglottis oreophila  Ridl. (1916)
- Spathoglottis pacifica  Rchb.f. (1868)
- Spathoglottis palawanensis  Lubag-Arquiza (2006)
- Spathoglottis papuana  F.M.Bailey (1898)
- Spathoglottis parviflora  Kraenzl. (1892)
- Spathoglottis paulinae  F.Muell. (1867)
- Spathoglottis petri  Rchb.f. (1877)
- Spathoglottis philippinensis  Lubag-Arquiza (2006)
- Spathoglottis plicata  Blume (1825) - Especie tipo
- Spathoglottis portus-finschii  Kraenzl. (1889)
- Spathoglottis pubescens  Lindl. (1831)
- Spathoglottis pulchra  Schltr. (1905)
- Spathoglottis smithii  Kores (1989)
- Spathoglottis stenophylla  Ridl. (1886)
- Spathoglottis sulawesiensis  T.Green (2003)
- Spathoglottis tomentosa  Lindl. (1845)
- Spathoglottis tricallosa  J.J.Sm. (1917)
- Spathoglottis umbraticola  Garay (1999)
- Spathoglottis unguiculata  (Labill.) Rchb.f. (1868)
- Spathoglottis vanoverberghii  Ames (1920)
- Spathoglottis vanvuurenii  J.J.Sm. (1914)
- Spathoglottis velutina  Schltr. (1925)
- Spathoglottis wariana  Schltr. (1912)